# Ingemar Gabrielsson
Håkan Ingemar Gabrielsson, född 12 september 1921, död 26 mars 2014, var en svensk musikadministratör, organist och professor.
Gabrielsson studerade vid Kungliga Musikhögskolan i Stockholm 1943–1946, var musiklärare 1946–1956, musikinspektör vid Stockholms skoldirektion 1956–1968, direktör/rektor vid Kungliga Musikhögskolan 1969–1987. Gabrielsson var Kungliga Musikaliska Akademiens vice preses 1983–1991.
Ingemar Gabrielsson är bror till Alf Gabrielsson.

## Priser och utmärkelser
- 1966 – Ledamot nr 728 av Kungliga Musikaliska Akademien
- 1969 – Professors namn
- 1992 – Medaljen för tonkonstens främjande